# Baie de Barnegat
Pour les articles homonymes, voir Barnegat.
La baie de Barnegat est un bras d'eau saumâtre de l'océan Atlantique d'environ 50 km de long, le long de la côte du comté d'Ocean dans le New Jersey. Elle est séparée de l'océan par une île barrière ainsi que par l'extrémité nord de l'île de Long Beach. La baie est alimentée par de nombreux fleuves dont la rivière Toms (en) et la rivière Metedeconk (en) qui s'y déversent par de petits estuaires.
Les townships de Toms River, Silverton (en) et Forked River se trouvent le long des estuaires de la baie.

## Géographie
La baie est reliée à l'océan par le Barnegat Inlet (en) au sud duquel se trouve le phare de Barnegat. La baie se trouve sur l'Intracoastal Waterway qui y entre par le Canal de Point Pleasant (en) au nord et ressort au sud par la rade de Little Egg (en) et la baie de Manahawkin (en). Dans une plus large acceptation, la baie inclut ces étendues d'eau.

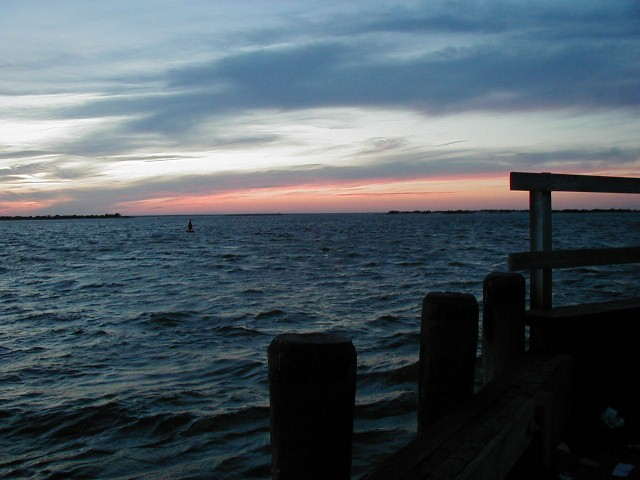
Vue depuis le phare vers le nord-ouest et le New-Jersey

Trois ponts traversent la baie depuis le continent vers la péninsule. Dans les marais du sud se trouve la réserve naturelle d'Edwin B. Forsythe et le long de l'océan le parc d'Island Beach (en) et celui du phare de Barnegat (en).
La baie a longtemps été un lieu prisé pour l'industrie de la pêche. Le port de Toms River était un important port pour la chasse à la baleine au XIXe siècle. Bien que toujours populaire pour cette activité, la baie est devenue un lieu de pratique de la plaisance. La qualité des eaux a été dégradée par la pollution dans les rivières qui l'alimentent. La préservation de la qualité des eaux est maintenant une préoccupation de nombreuses collectivités locales et associations.

## Histoire
La région fut décrite en 1609 par Henry Hudson comme un grand lac qui possède de nombreux hauts-fonds sur lesquels la mer vient se briser. En 1614, la baie s'appelait « Barendegat » ou « Inlet of the Breakers » par les colons néerlandais, en référence aux courants turbulents. Pendant la guerre d'indépendance des États-Unis, la baie était utilisée par les corsaires américains.

## Représentations artistiques
La baie a été immortalisée par l'écrivain E. B. White qui l'a choisie comme lieu de l'action de son livre The Family That Dwelt Apart, adapté en dessin animé en 1973 par l'Office national du film du Canada.
La chanson de Frankie Valli My Eyes Adored You (en) contient une référence à la baie. Elle fut classée numéro 1 en mars 1975.

## Îles
L'île de Middle Sedge est la plus grande île de la baie avec 100 000 m2. Les autres sont Little Sedge, Nothwest point et Marsh Elder. Quelques-unes sont privées, les autres appartiennent à l'État du New Jersey.

## Source
- (en) Cet article est partiellement ou en totalité issu de l’article de Wikipédia en anglais intitulé « Barnegat Bay » (voir la liste des auteurs).